# Piazza Dante (Catania)
Piazza Dante Alighieri è un'area del centro storico di Catania, da cui si accede per via Gesualdo Clementi da nord-est e via Mascali dall'Antico Corso. Sul lato nord-ovest della piazza si affaccia l'imponente chiesa di San Nicolò l'Arena, che ha di fronte a sé un'esedra, dal cui centro parte via Gesuiti, parallela più a sud di via Clementi.

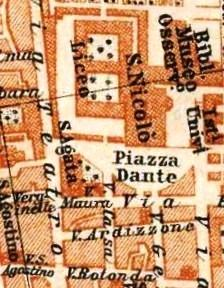
Piazza Dante in una cartina del 1905.

Sul lato sud-est si accede all'ex Monastero dei Benedettini, annesso alla Chiesa e oggi sede universitaria del Dipartimento di Scienze Umanistiche, mentre al centro della parte meridionale della piazza vi sono i Resti delle Terme dell'Acropoli, i cui scavi archeologici risalgono al 1981; nello stesso sito più a sud vi è un'aiuola con una fontana. Anticamente era chiamata "Laggu/Chianu de' Benedettini" o "d''a Cipriana".

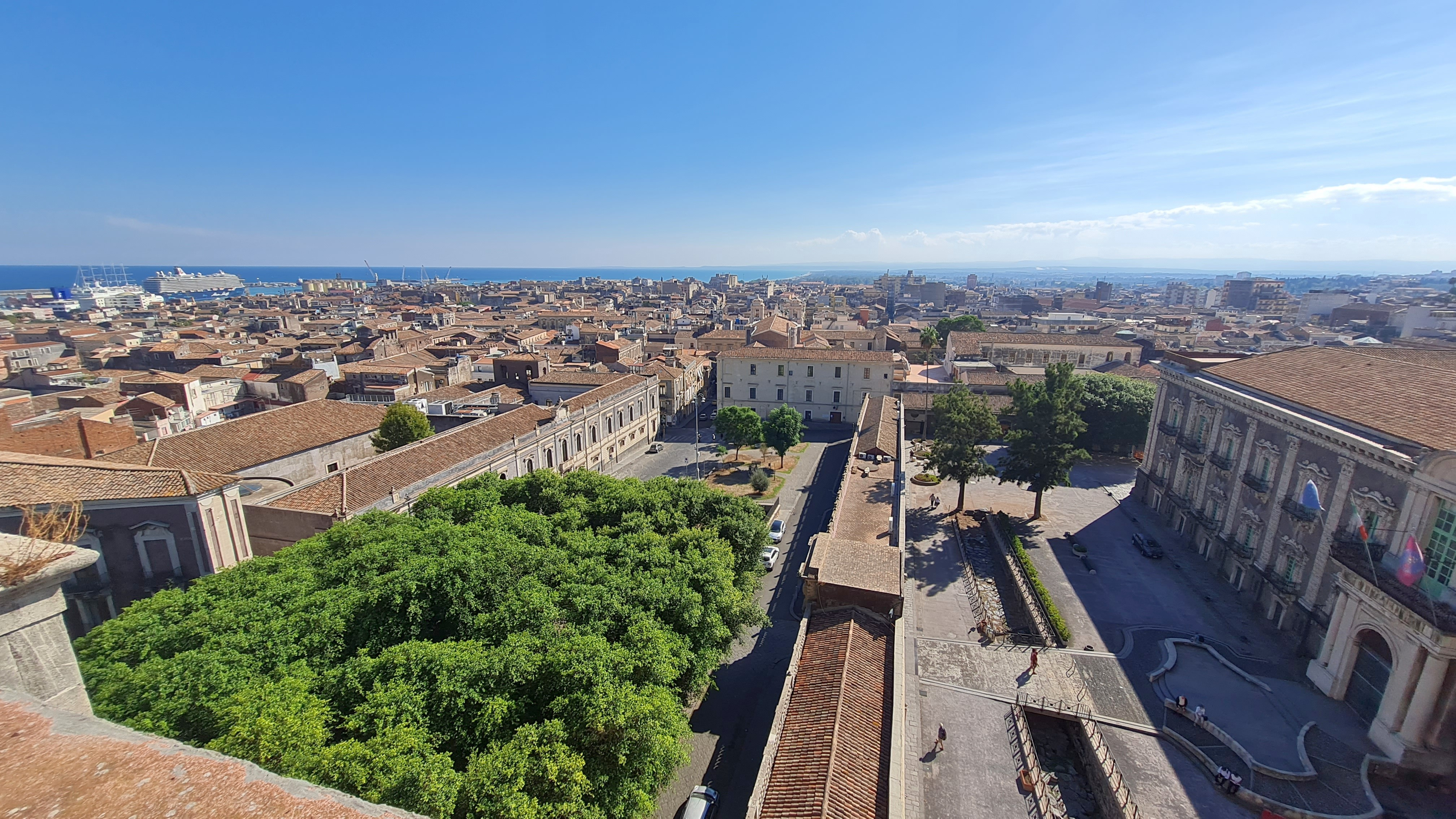
Altro lato, alberato, di piazza Dante, all'ingresso del monastero benedettino, con il sito archeologico contornato da una ringhiera.